# 古物保存法
〈古物保存法〉是中華民國保護古物的法律，該法自1931年6月15日開始施行，至1982年5月26日為〈文化資產保存法〉取代為止:68。在此法公布之前，中華民國內政部曾在1928年9月13日公布〈名勝古蹟保存條例〉:1。

## 沿革
施行前
〈古物保存法〉可溯及1928年12月30日河北省政府主席商震呈請國民政府盡速擬訂保護古物的相關法律，限制中外人士隨意發掘，以解決境內古物盜賣問題。1929年1月10日，國民政府文官處將該案移牘立法院，同年1月19日經立法院第七次會議討論後該案發交立法院法制委員會，該委員會第十六次常會認為應嚴訂法律予以限制，立案提交公決；後來在1929年4月27日經立法院第二十七次會議議決後，交付法制委員會起草法案，擬具古物法草案14條。該草案在1930年5月24日通過後於該月28日呈國民政府，在第七十八次國務會議討論後公布，並明定讓行政院自訂該法的施行細則。
1930年6月2日，國民政府指示行政院公布〈古物保存法〉，於1931年6月15日生效。在該法正式生效前，1931年6月10日，山西省太原市天龍山洞發生石佛等古物被盜賣事件。事後，國民政府除通令各省對私運出古物者嚴加究辦外，也飭令內政部與教育部盡速擬妥追還古物與搶救國寶的具體辦法。之後1931年7月2日，行政院依〈古物保存法〉第九條擬具〈中央古物保管委員會組織條例〉；於7月4日呈立法院審議，同日〈古物保存法施行細則〉19條公布施行。
施行後
〈中央古物保管委員會組織條例〉於1932年1月29日議決暨修正通過、同年5月20日公布施行；中央古物保管委員會位階等同於部會，於1934年7月成立:72。但在1935年5月，該委員會位階調整，併入內政部，並因而對〈古物保存法〉第九條進行修正；該修正案在1935年11月8日通過，同月19日施行。
而後中央古物保管委員會在1937年因為七七事變的發生，會務中止，業務移交內政部禮俗司兼辦，古物採掘等事項由內政部、教育部會同辦理。1943年春，李濟、馬衡、董作賓、蔣復璁等專家曾向內政部陳情恢復該委員會；內政部因適逢奉行政院令「抗戰損失調查委員會」進行文物損失調查，亦有意恢復，遂呈行政院裁示。但行政院於1947年12月9日以動員戡亂時期節省開支為由駁回，業務續由內政部禮俗司兼辦，古物採掘等事項續由內政部、教育部會同辦理。而由於中華民國政府遷臺後該委員會依舊未恢復設置，導致〈古物保存法〉自1937年後便處於無法定中央主管機關的狀態，影響該法的執行效能:67。

## 古物定義
根據該法第一條「古物之範圍及種類，由中央古物保管委員會定之」，中央古物保管委員會在1935年訂定〈暫定古物之範圍及種類大綱〉來對「古物」加以定義:1。